# Gouvernement Pedro Antonio Sánchez
Pour les articles homonymes, voir Gouvernement Sánchez.
 Région de Murcie
Garre López Miras I
Le gouvernement Sánchez est le gouvernement de la Région de Murcie entre le 5 juillet 2015 et le 5 mai 2017, durant la IXe législature de l'Assemblée régionale de Murcie. Il est présidé par Pedro Antonio Sánchez.

## Historique
Lors des élections régionales de mai 2015, le PP de Pedro Antonio Sánchez, alors conseiller à l'Éducation, à la Culture et à l'Enseignement supérieur, gagne le scrutin mais perd sa majorité absolue. Disposant de 22 des 45 sièges de l'Assemblée, il passe un accord avec Ciudadanos et est élu président de la région de Murcie au premier tour le 30 juin suivant par 26 voix contre 19. Nommé par décret royal le 3 juillet, il compose son nouvel exécutif dominé par les femmes le surlendemain.

## Composition
| Fonction                                                          | Titulaire | Titulaire                                                       | Parti |
| ----------------------------------------------------------------- | --------- | --------------------------------------------------------------- | ----- |
| Président                                                         |           | Pedro Antonio Sánchez                                           | PP    |
| Conseillère à la Présidence                                       |           | María Dolores Pagán                                             | PP    |
| Conseiller aux Finances et aux Administrations publiques          |           | Andrés Carrillo González                                        | PP    |
| Conseillère à l'Eau, à l'Agriculture et à l'Environnement         |           | Adela Martínez-Cachá Martínez                                   | PP    |
| Conseiller au Développement économique, au Tourisme et à l'Emploi |           | Juan Hernández Albarracín                                       | PP    |
| Conseillère à l'Éducation et à l'Enseignement supérieur           |           | María Isabel Sánchez Mora                                       | PP    |
| Conseiller à l'Équipement et aux Infrastructures                  |           | Francisco Bernabé (jusqu'au 31/05/2016) Pedro Rivera Barrachina | PP    |
| Conseillère à la Santé                                            |           | Encarna Guillén Navarro                                         | PP    |
| Conseillère à la Famille et à l'Égalité des chances               |           | Violante Tomás Olivares                                         | PP    |
| Conseillère à la Culture et porte-parole                          |           | Noelia Arroyo Hernández                                         | PP    |